# Kévin Vauquelin
Pour les articles homonymes, voir Vauquelin.
Kévin Vauquelin, né le 26 avril 2001 à Bayeux (Calvados), est un coureur cycliste français, membre de l'équipe Arkéa-B&B Hotels. Il court sur route et sur piste.

## Biographie

### Débuts cyclistes et carrière chez les amateurs
Dès sa première année chez les juniors, en 2018, Kévin Vauquelin obtient une médaille d'argent en poursuite par équipes aux championnats du monde juniors, tout en se classant septième de la poursuite individuelle. L'année suivante, il monte sur le podium à trois reprises grâce à la poursuite par équipes, la course aux points et l'américaine. 
En 2020, il rejoint le Chambéry CF. En janvier, il gagne la poursuite par équipes lors de la manche de Milton de la Coupe du monde de cyclisme sur piste. Après quelques mois en Savoie, il revient en Normandie et signe au VC Rouen 76. En juillet, il participe à un stage de plusieurs semaines en montagne avec l'équipe de France de cyclisme sur piste. Au mois d'août, il remporte une étape et termine second du classement général du Saint-Brieuc Agglo Tour derrière Clément Davy. Il se classe également cinquième du championnat de France du contre-la-montre amateurs. Le même mois, il est sélectionné en équipe de France pour participer à l'épreuve de relais mixte des championnats d'Europe de cyclisme sur route organisés à Plouay dans le Morbihan. Il se classe quatrième de cette course qu'il dispute en compagnie de Julien Duval, Donavan Grondin, Audrey Cordon-Ragot, Maëlle Grossetête et Eugénie Duval.

### Carrière professionnelle

#### 2022-2023: premiers résultats et places d'honneur
Début 2022, il termine sixième du classement général du Tour d'Oman puis septième du Tour de Drenthe. En avril, il se classe quatrième de la Route Adélie de Vitré puis septième du Tour des Asturies. Sélectionné pour le contre-la-montre des championnats d'Europe 2022, il s'y classe septième, quelques jours après avoir terminé sixième de l'Arctic Race of Norway. Il termine sa saison en finissant deuxième du classement général du Tour Poitou-Charentes et du Tour de Luxembourg. En décembre 2022, Arkéa-Samsic annonce la prolongation du contrat de Kévin Vauquelin jusqu'en fin d'année 2025.

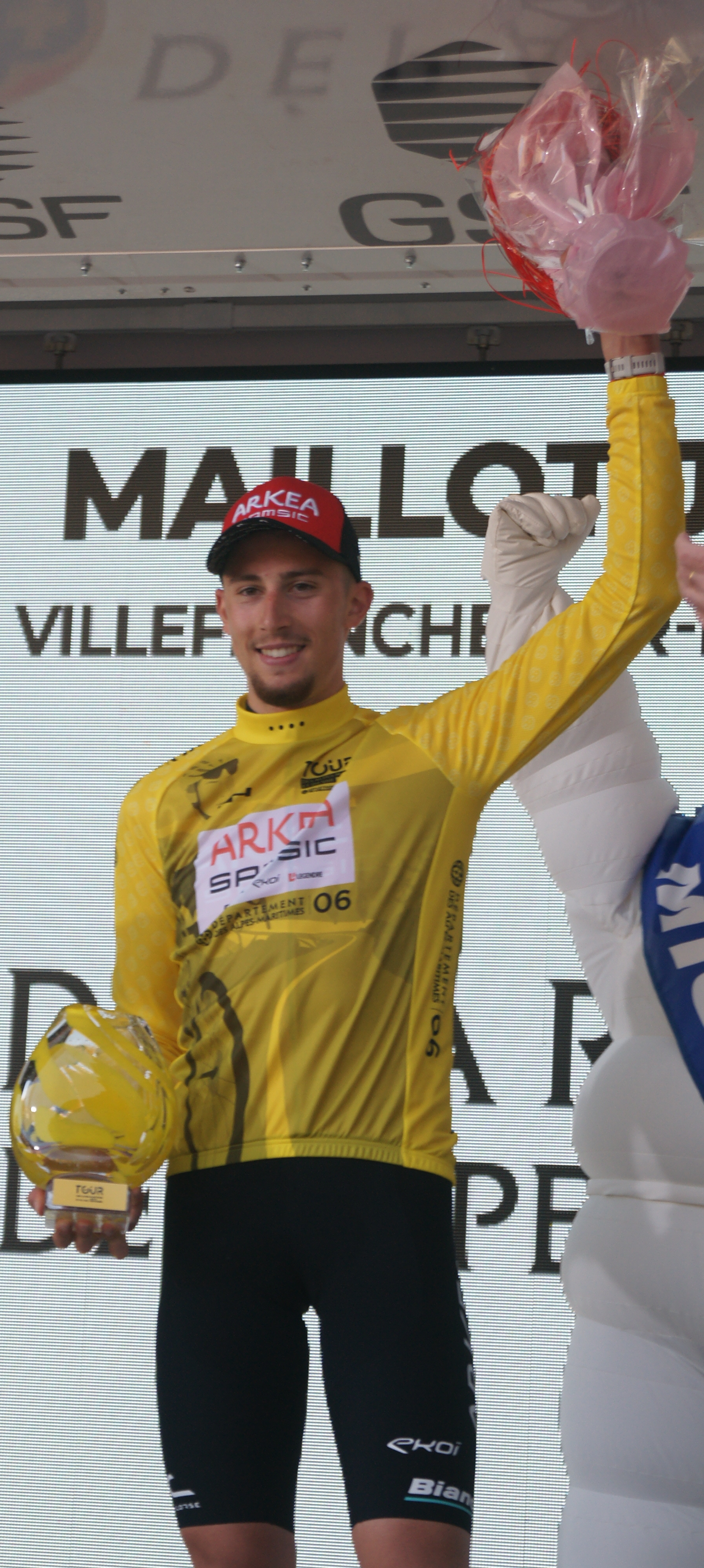
Kévin Vauquelin vainqueur du Tour des Alpes-Maritimes et du Var 2023

En février 2023, il termine quatrième de l'Étoile de Bessèges-Tour du Gard puis remporte la première étape et le classement général du Tour des Alpes-Maritimes et du Var, ses premières victoires en tant que coureur professionnel. Fin mars, il termine deuxième de la Route Adélie de Vitré.
En avril, il remporte le Tour du Jura en distançant dans la dernière ascension, le mont Poupet, ses derniers adversaires et devance Thibaut Pinot et Guillaume Martin de 17 secondes. Le lendemain, il se classe neuvième du Tour du Doubs. Vauquelin termine son mois d'avril par le Tour de Romandie. Après une contre-performance lors du prologue, il abandonne au cours de la deuxième étape en raison d'une douleur à la hanche gauche.
Vauquelin participe à son premier grand tour à l'occasion du Tour d'Espagne 2023. Lors de celui-ci, il chute durant le contre-la-montre par équipes inaugural. Alors qu'il est malade et 90e du classement général, il abandonne durant la quinzième étape.

#### 2024: victoire sur le Tour de France
Le 4 février 2024, il remporte à Alès le contre-la-montre de la 5e et dernière étape de l'Étoile de Bessèges-Tour du Gard en devançant de 10 secondes le leader du classement général Mads Pedersen. Vauquelin finit ainsi deuxième du classement général seulement deux secondes derrière ce dernier.
Début mars, il termine huitième du contre-la-montre inaugural de Tirreno-Adriatico devant Jonas Vingegaard notamment. Il termine troisième de la 3e étape, au sprint derrière Phil Bauhaus et Jonathan Milan, puis neuvième de la 5e étape. Le lendemain, il termine onzième au sommet du Monte Petrano à Cagli, et se classe dixième du classement général final.
Début avril, Kévin Vauquelin se classe sixième du contre-la-montre inaugural du Tour du Pays basque, à 16 secondes du vainqueur de l'étape Primož Roglič et 1 seconde derrière Jonas Vingegaard. Huitième de la 3e étape, il remonte à la troisième place du classement général le lendemain à la suite des abandons sur chute de Roglič, Evenepoel et Vingegaard. Distancé par les principaux favoris lors de la dernière étape, il termine onzième de celle-ci et huitième du classement général final. 
Quelques jours plus tard, il prend part aux classiques ardennaises, et finit à la deuxième place de la Flèche wallonne dans le même temps que le vainqueur Stephen Williams après une course particulièrement éprouvante.
Il confirme son très bon début de saison le 30 juin lorsqu'il gagne en solitaire la deuxième étape du Tour de France à Bologne.
En juillet, il appartient à la liste des coureurs retenus par la Fédération française de cyclisme pour prendre part aux épreuves sur route des Jeux olympiques.

#### 2025:7edu Tour de France

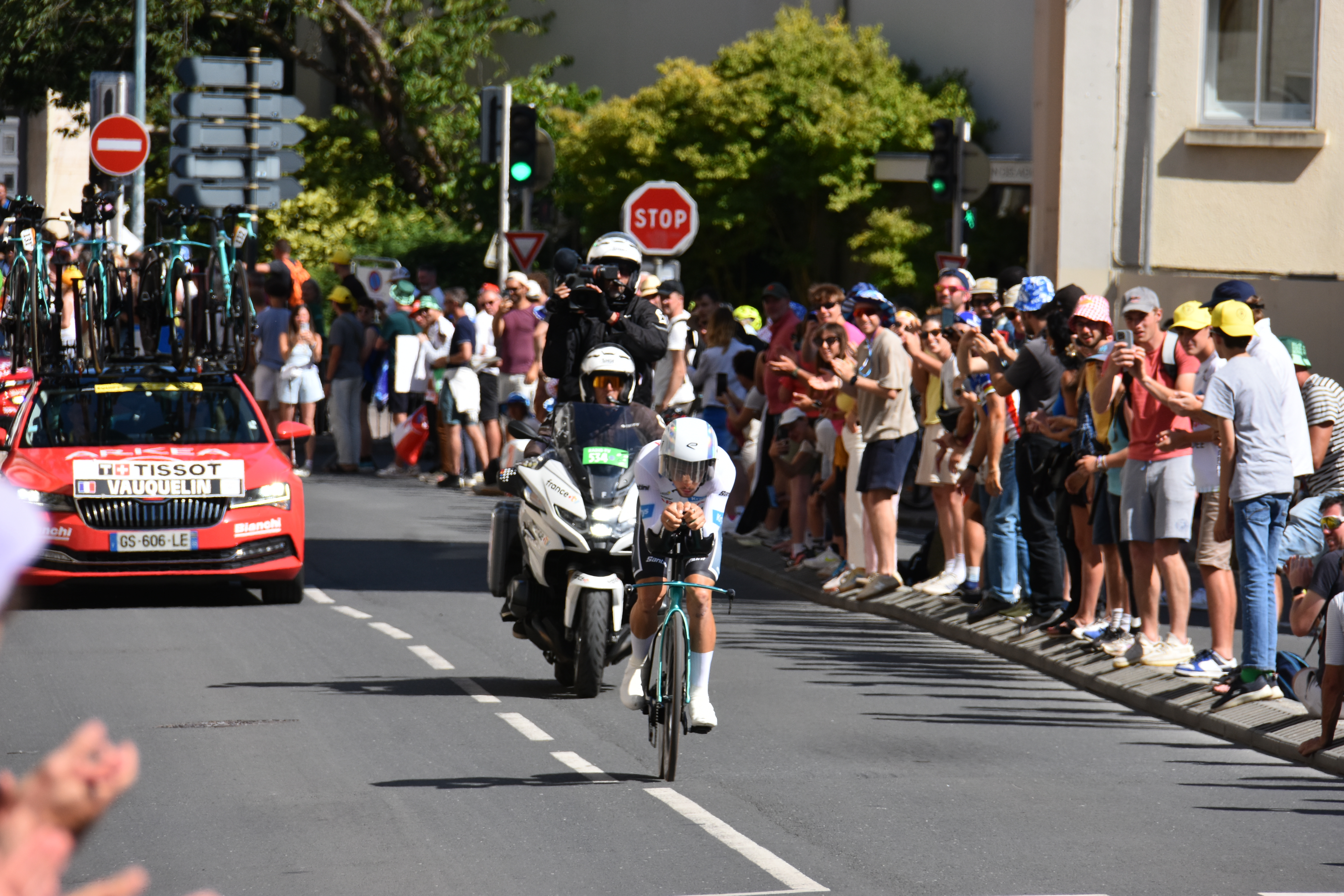
Vauquelin lors de la 5e étape du Tour de France 2025

En février, il remporte les quatrième et cinquième étapes de l'Étoile de Bessèges-Tour du Gard ainsi que le classement général avec 1 min 22 sec d'avance sur Dylan Teuns. En avril, il s’adjuge au Mans la dernière étape et le classement général du Région Pays de la Loire Tour, avec l'aide de son coéquipier Ewen Costiou.
Comme l'année précédente, il termine deuxième de la Flèche wallonne le 23 avril, derrière Tadej Pogačar : « C'est presqu'une victoire quand on voit qui est devant », a réagi le Normand. 
En juin, il performe sur le Tour de Suisse. Réalisant six tops 5 sur les huit étapes de la course helvétique, il s'empare du maillot jaune à l'issue de la 5e étape et ne perd ce maillot qu'à l'arrivée de la dernière étape disputée sous le forme d'un contre-la-montre en côte, dépossédé de cette tunique par João Almeida. Il termine néanmoins deuxième du classement général et remporte le maillot blanc du meilleur jeune. 
Quelques jours seulement après le Tour de Suisse, et alors qu'il n'a plus de coéquipiers depuis plus de 50km, Kévin Vauquelin termine à la troisième place des Championnats de France de cyclisme sur route.
Sur le Tour de France, il termine sept étapes dans le top 10, porte le maillot blanc du meilleur jeune pendant trois journées et est  encore classé troisième du classement général à l'issue de la 9e étape avant de rétrograder  et de terminer à la septième place et premier Français.

## Palmarès sur route

### Palmarès amateur
| - 2017 - 3e du Chrono des Nations cadets - 2018 - Champion de France du contre-la-montre juniors - 3e épreuve du Maillot des Jeunes Léopards - Tour de la Vallée de la Trambouze - 3e du Grand Prix Fernand-Durel - 2019 - Champion de France sur route juniors - Grand Prix Fernand-Durel : - Classement général - 1re étape (contre-la-montre) - 3e du championnat de France du contre-la-montre juniors - 2020 - 3e étape du Saint-Brieuc Agglo Tour - 2e du championnat du Centre-Val de Loire du contre-la-montre - 2e du Saint-Brieuc Agglo Tour - 2e du Trio normand - 3e du championnat de France du contre-la-montre espoirs | - 2021 - Champion de France du contre-la-montre amateurs - Champion de France du contre-la-montre espoirs - Champion de Normandie du contre-la-montre par équipes - Chrono 47 (contre-la-montre par équipes) - Grand Prix Franco-Hollandais - Trio normand - 2e de l'Étoile d'Or - 2e du Trophée des Champions - 3e d'Annemasse-Bellegarde et retour |  |

### Palmarès professionnel
| - 2022 - 2e du Tour Poitou-Charentes en Nouvelle-Aquitaine - 2e du Tour de Luxembourg - 7e du championnat d'Europe du contre-la-montre - 2023 - Tour des Alpes-Maritimes et du Var : - Classement général - 1re étape - Tour du Jura - 2e de la Route Adélie de Vitré - 2024 - 5e étape de l'Étoile de Bessèges-Tour du Gard (contre-la-montre) - 2e étape du Tour de France - 2e de l'Étoile de Bessèges-Tour du Gard - 2e de la Flèche wallonne - 2e du championnat de France du contre-la-montre - 3e du Grand Prix La Marseillaise - 8e du Tour du Pays basque - 10e de Tirreno-Adriatico | - 2025 - Étoile de Bessèges-Tour du Gard : - Classement général - 4e et 5e étapes (contre-la-montre) - Région Pays de la Loire Tour - Classement général - 4e étape - 2e de la Flèche wallonne - 2e du Grand Prix du Morbihan - 2e du Tour de Suisse - 2e du championnat de France du contre-la-montre - 3e du championnat de France sur route - 7e du Tour de France |  |

### Résultats sur les grands tours

#### Tour de France
2 participations
- 2024 : 91e, vainqueur de la 2e étape
- 2025 : 7e

#### Tour d'Espagne
1 participation
- 2023 : abandon (15e étape)

### Résultats sur les courses par étapes
Ce tableau présente les résultats de Kévin Vauquelin sur les courses par étapes de l'UCI World Tour auxquelles il a participé.
| Légende | Légende | Légende | Légende     | Légende | Légende     | Légende | Légende              | Légende | Légende       |
| ------- | ------- | ------- | ----------- | ------- | ----------- | ------- | -------------------- | ------- | ------------- |
| AB      | Abandon | HD      | Hors-délais | NP      | Non-partant | -       | Pas de participation | ×       | Pas d'épreuve |

| Année | Paris-Nice | Tirreno-Adriatico | Tour du Pays basque | Tour de Romandie | Tour de Suisse | Tour de Pologne |
| ----- | ---------- | ----------------- | ------------------- | ---------------- | -------------- | --------------- |
| 2023  | 18e        | -                 | -                   | AB               | -              | 20e             |
| 2024  | -          | 10e               | 8e                  | -                | 42e            | -               |
| 2025  | -          | 12e               | -                   | -                | 2e             |                 |

### Classements mondiaux
| Année                                 | 2020 | 2021 | 2022 | 2023 | 2024 |
| ------------------------------------- | ---- | ---- | ---- | ---- | ---- |
| Classement mondial                    | 847e | 563e | 104e | 149e | 79e  |
| UCI Europe Tour                       | 673e | 450e | 87e  | nc   | 63e  |
|                                       |      |      |      |      |      |
| Légende : nc = non classéSource : UCI |      |      |      |      |      |

## Palmarès sur piste

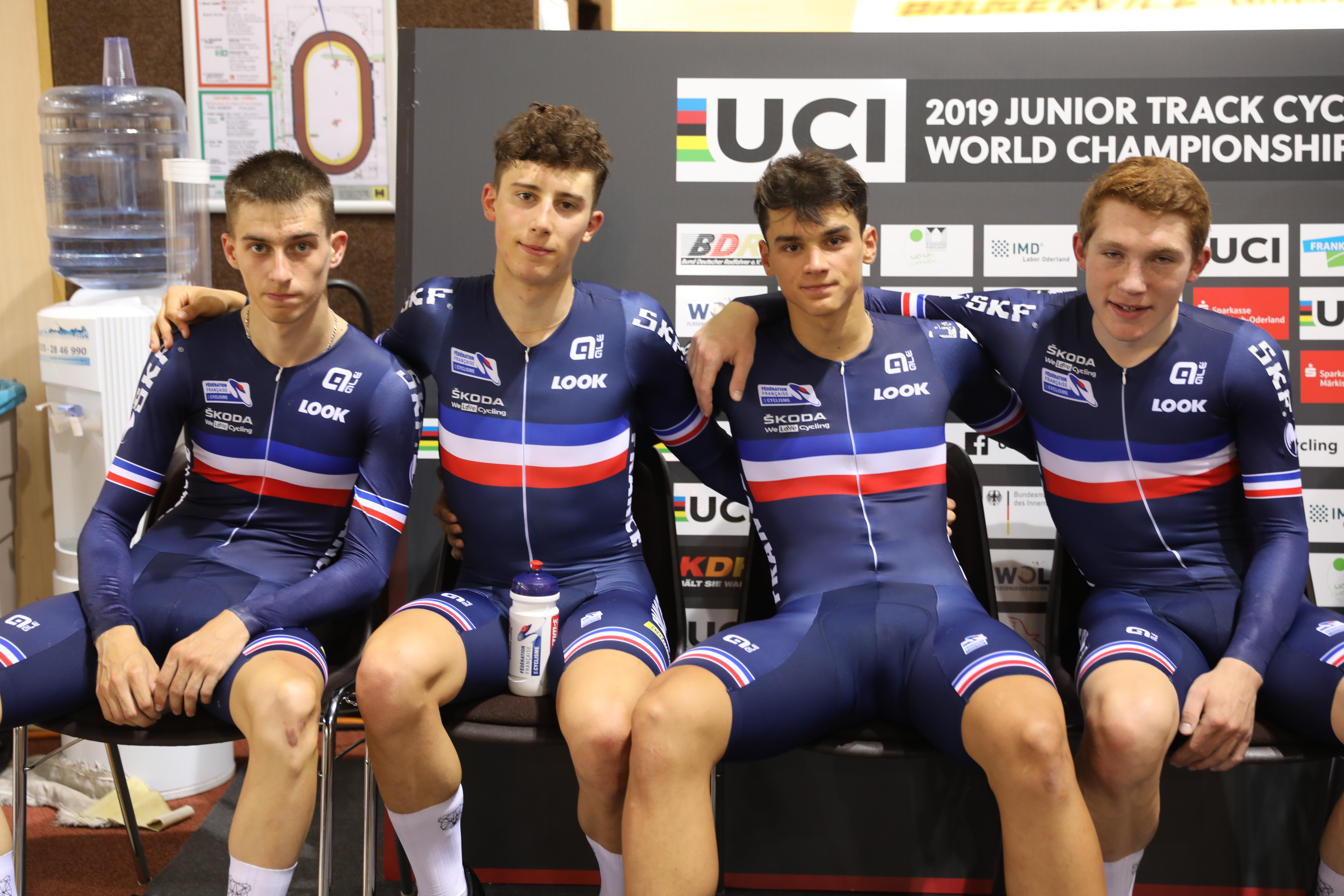
Les quatre juniors français aux mondiaux sur piste juniors 2019 (de gauche à droite) : Clément Petit, Kévin Vauquelin, Antonin Corvaisier et Florian Pardon.

### Coupe du monde
- 2019-2020
  - 1er de la poursuite par équipes à Milton (avec Benjamin Thomas, Thomas Denis, Corentin Ermenault et Valentin Tabellion)
  - 3e de l'américaine à Brisbane (avec Morgan Kneisky)

### Championnats du monde juniors
- Aigle 2018
  -  Médaillé d'argent de la poursuite par équipes
- Francfort-sur-l'Oder 2019
  -  Médaillé d'argent de la poursuite par équipes
  -  Médaillé d'argent de la course aux points
  -  Médaillé de bronze de l'américaine

### Autres compétitions
- 2019
  - 1er de l'américaine à Genève (avec Morgan Kneisky)
  - 1er des quatre jours de Genève (avec Morgan Kneisky)
- 2021
  - 1er de l'américaine U23 à Gand (avec Donavan Grondin)

## Distinctions
- Vélo d'or espoirs : 2021